# IC Bus (productnaam)
IC Bus was van 2009 tot 13 december 2020 een productnaam voor langeafstandsbusvervoer  van DB Fernverkehr.

## Lijnennet
Het net van IC Bus bestond uit de volgende lijnen:
- Amsterdam – Groningen – Leer (Oost-Friesland) – Oldenburg – Bremen – Hamburg
- Düsseldorf Hbf – Eindhoven – Antwerpen-Centraal – London Victoria station
- Düsseldorf– Roermond – Eindhoven– Antwerpen – Gent – Lille (stopte 30 juni 2020)[3]
- Düsseldorf – Maastricht – Luik (stopte 30 juni 2020)[3]
- Berlijn Hbf – Berlijn Südkreuz – Luchthaven Schönefeld – Wrocław – Katowice – Krakau
- Berlijn – Hamburg Hbf – Kopenhagen
- Berlijn – Rostock – Kopenhagen
- Leipzig – Praag
- München – Zürich
- Mannheim – Heidelberg – Neurenberg – Praag
- Mannheim – Frankfurt – Luchthaven Frankfurt – Würzburg – Neurenberg – Praag
- München Hbf – Luchthaven München – Praag
- München Hbf – Memmingen –  Como – Milaan
- Frankfurt (Main) – Luchthaven Frankfurt - Flughafen Frankfurt-Hahn – Trier Hbf – Luchthaven Luxemburg – Luxemburg
- Amsterdam – Utrecht – Hannover – Hamburg